# Peter Schneider (Politiker, 1803)
Peter Schneider (* 30. Mai 1803 in Homberg im Westerwald; † im 19. Jahrhundert) war ein deutscher Gutsbesitzer und Mitglied der Ersten Kammer des Nassauischen Landtags.

## Leben
Peter Schneider war ein Sohn des Gutsbesitzers Johann Jacob Schneider (1782–1855) und dessen Ehefrau Anna Elisabetha Flick (1783–1839). 
Als Hofbeständer (Hofverwalter) auf dem Hof Dapperich bei Seck erhielt er 1865 aus der Gruppe der Grundbesitzer des Wahlkreises I Rennerod ein Mandat für die Erste Kammer des Nassauischen Landtags. Er behielt seinen Sitz bis zur Auflösung des Parlaments nach der Annexion des Herzogtums Nassau durch Preußen im Jahre 1866.